# Three Corner Cay
Three Corner Cay är en ö i Belize. Den ligger i distriktet Belize, i den östra delen av landet, 110 km öster om huvudstaden Belmopan.